# 汪燨芝
汪燨芝（1882年—1928年）字鹿园，安徽休宁人。清朝及中华民国官员、法学家。

## 生平
汪燨芝早年毕业于日本早稻田大学。历任清朝农工商部主事、京师法律学堂教习、修订法律馆协修。
中华民国成立后，汪燨芝历任法制局参事、大理院推事兼庭长（曾任一庭庭长）、法典编纂会调查员、北京总检察厅检察长。他还曾任北京政府司法部司法讲习所学科主任兼教员。
1928年，汪燨芝逝世。